# Campeonato Mundial de Piragüismo en Aguas Tranquilas de 2014
El XLI Campeonato Mundial de Piragüismo en Aguas Tranquilas se celebró en Moscú (Rusia) entre el 6 y el 10 de agosto de 2014 bajo la organización de la Federación Internacional de Piragüismo (ICF) y la Federación Rusa de Piragüismo.
Las competiciones se realizaron en el canal de piragüismo de Krylatskoye, al oeste de la capital rusa.

## Medallistas

### Masculino
| Evento               | Oro                                                                                         | Plata | Bronce                                                                             |
| -------------------- | ------------------------------------------------------------------------------------------- | --- | ---------------------------------------------------------------------------------- |
| K1 200 m (10.08)     | Mark de Jonge · Canadá · 33,961 s                                                           | Petter Menning · Suecia · 34,088 s                                                                        | Edward McKeever · Reino Unido · Saúl Craviotto Rivero · España · 34,270 s          |
| K2 200 m (10.08)     | Nebojša Grujić Marko Novaković Serbia 30,500                                                | Ronald Rauhe · Tom Liebscher · Alemania · 30,606                                                          | Sébastien Jouve Maxime Beaumont Francia 30,884                                     |
| K1 500 m (10.08)     | René Holten Poulsen Dinamarca 1:39,190                                                      | Bence Dombvári · Hungría · 1:39,351                                                                       | Marcus Walz · España · 1:39,692                                                    |
| K2 500 m (10.08)     | Erik Vlček · Juraj Tarr · Eslovaquia · 1:28,187                                             | Rudolf Dombi · Gergely Boros · Hungría · 1:28,203                                                         | Raman Piatrushenka · Vadzim Majneu · Bielorrusia · 1:29,292                        |
| K1 1000 m (09.08)    | Josef Dostál · República Checa · 3:52,092                                                   | Miroslav Kirchev Bulgaria 3:26,409                                                                        | René Holten Poulsen Dinamarca 3:26,482                                             |
| K2 1000 m (09.08)    | Erik Vlček · Juraj Tarr · Eslovaquia · 3:08,784                                             | Kenneth Wallace Lachlan Tame Australia 3:09,637                                                           | Marko Tomićević Vladimir Torubarov Serbia 3:09,857                                 |
| K4 1000 m (10.08)    | Daniel Havel · Lukáš Trefil · Josef Dostál · Jan Štěrba · República Checa · 2:46,724        | Fernando Pimenta João Ribeiro Emanuel Silva David Fernandes Portugal 2:46,939                             | Zoltán Kammerer · Dávid Tóth · Tamás Kulifai · Dániel Pauman · Hungría · 2:48,039  |
| K1 5000 m (09.08)    | Kenneth Wallace Australia 20:12,981                                                         | Max Hoff · Alemania · 20:14,004                                                                           | Cyrille Carré Francia 20:14,562                                                    |
| K1 4 × 200 m (10.08) | Miklós Dudás · Sándor Tótka · Bence Nádas · Dávid Hérics · Hungría · 2:24,193               | Maxime Beaumont Arnaud Hybois Étienne Hubert Sébastien Jouve Francia 2:24,348                             | Edward McKeever Liam Heath Jonathan Schofield Kristian Reeves Reino Unido 2:24,972 |
| C1 200 m (10.08)     | Yuri Cheban · Ucrania · 38,137                                                              | Alexei Korovashkov · Rusia · 38,143                                                                       | Alfonso Benavides · España · 38,716                                                |
| C2 200 m (10.08)     | Alexei Korovashkov · Ivan Shtyl · Rusia · 35,350                                            | Robert Nuck · Stefan Holtz · Alemania · 35,706                                                            | Erlon de Souza Silva · Isaquias Queiroz · Brasil · 36,064                          |
| C1 500 m (10.08)     | Isaquias Queiroz · Brasil · 1:47,916                                                        | Sebastian Brendel · Alemania · 1:49,433                                                                   | Martin Fuksa · República Checa · 1:49,726                                          |
| C2 500 m (09.08)     | Alexei Korovashkov · Ivan Shtyl · Rusia · 1:35,829                                          | Alexandru Dumitrescu · Victor Mihalachi · Rumania · 1:38,381                                              | Serguey Torres Madrigal · Rolexis Báez Ávila · Cuba · 1:39,385                     |
| C1 1000 m (09.08)    | Sebastian Brendel · Alemania · 3:44,578                                                     | Martin Fuksa · República Checa · 3:48,180                                                                 | Attila Vajda · Hungría · 3:49,296                                                  |
| C2 1000 m (10.08)    | Alexandru Dumitrescu · Victor Mihalachi · Rumania · 3:28,340                                | Henrik Vasbányai · Róbert Mike · Hungría · 3:28,690                                                       | Yul Oeltze · Ronald Verch · Alemania · 3:30,442                                    |
| C4 1000 m (09.08)    | Kiril Shamshurin · Rasul Ishmujamedov · Viktor Melantiev · Ilia Pervujin · Rusia · 3:10,701 | Dzmitri Rabchanka · Dzmitri Vaitsishkin · Dzianis Harazha · Aliaxandr Vauchetski · Bielorrusia · 3:13,420 | András Vass · Tamás Kiss · Pál Sarudi · Dávid Varga · Hungría · 3:13,498           |
| C1 5000 m (09.08)    | Sebastian Brendel · Alemania · 23:09,973                                                    | Attila Vajda · Hungría · 23:11,057                                                                        | Pavel Petrov · Rusia · 23:18,224                                                   |
| C1 4 × 200 m (10.08) | Ivan Shtyl · Andrei Kraitor · Alexei Korovashkov · Nikolai Lipkin · Rusia · 2:43,602        | Olexandr Maxymchuk · Yuri Cheban · Vitali Holiuk · Vadym Tsypan · Ucrania · 2:48,629                      | Ádám Lantos · Péter Nagy · Jonatán Hajdu · Dávid Korisánszky · Hungría · 2:50,046  |

1. ↑  El ganador de la medalla de bronce, el lituano Jevgenij Šuklin, fue descalificado por dopaje.[1]

### Femenino
| Evento               | Oro                                                                                                  | Plata                                                                                              | Bronce                                                                                                  |
| -------------------- | --- | -------------------------------------------------------------------------------------------------- | --- |
| K1 200 m (10.08)     | Lisa Carrington Nueva Zelanda 37,898 s                                                               | Marta Walczykiewicz · Polonia · 38,814 s                                                           | Nikolina Moldovan Serbia 39,416 s                                                                       |
| K2 200 m (10.08)     | Anna Kárász · Ninetta Vad · Hungría · 35,869                                                         | Franziska Weber · Tina Dietze · Alemania · 35,986                                                  | Marharyta Tsishkevich · Maryna Litvinchuk · Bielorrusia · 36,217                                        |
| K1 500 m (10.08)     | Danuta Kozák · Hungría · 1:49,283                                                                    | Lisa Carrington Nueva Zelanda 1:49,790                                                             | Bridgitte Hartley Sudáfrica 1:50,496                                                                    |
| K2 500 m (10.08)     | Gabriella Szabó · Tamara Csipes · Hungría · 1:39,935                                                 | Nikolina Moldovan Olivera Moldovan Serbia 1:40,480                                                 | Karolina Naja · Beata Mikołajczyk · Polonia · 1:41,337                                                  |
| K4 500 m (09.08)     | Gabriella Szabó · Danuta Kozák · Anna Kárász · Ninetta Vad · Hungría · 1:28,219                      | Marta Walczykiewicz · Edyta Dzieniszewska · Karolina Naja · Beata Mikołajczyk · Polonia · 1:28,942 | Marharyta Tsishkevich · Nadzeya Liapeshka · Volha Judzenka · Maryna Litvinchuk · Bielorrusia · 1:29,585 |
| K1 1000 m (09.08)    | Teneale Hatton Nueva Zelanda 3:49,423                                                                | Tamara Csipes · Hungría · 3:49,474                                                                 | Dalma Ružičić-Benedek Serbia 3:49,780                                                                   |
| K2 1000 m (09.08)    | Emma Jørgensen Henriette Hansen Dinamarca 3:33,784                                                   | Sofiya Yurchanka · Aliaxandra Hryshyna · Bielorrusia · 3:35,818                                    | Erika Medveczky · Alíz Sarudi · Hungría · 3:35,949                                                      |
| K1 5000 m (09.08)    | Louisa Sawers Reino Unido 23:10,957                                                                  | Maryna Litvinchuk · Bielorrusia · 23:15,158                                                        | Renáta Csay · Hungría · 23:21,060                                                                       |
| K1 4 × 200 m (10.08) | Karolina Naja · Edyta Dzieniszewska · Ewelina Wojnarowska · Marta Walczykiewicz · Polonia · 2:47,793 | Natalia Podolskaya · Yelena Terejova · Natalia Lobova · Anastasiya Panchenko · Rusia · 2:48,833    | Volha Judzenka · Marharyta Tsishkevich · Maryna Litvinchuk · Sofiya Yurchanka · Bielorrusia · 2:49,762  |
| C1 200 m (10.08)     | Laurence Vincent-Lapointe · Canadá · 46,419                                                          | Staniliya Stamenova Bulgaria 46,977                                                                | Valdenice Conceição do Nascimento · Brasil · 47,099                                                     |
| C2 500 m (10.08)     | Zsanett Lakatos · Kincső Takács · Hungría · 2:03,152                                                 | Daryna Kastsiuchenka · Kamila Bobr · Bielorrusia · 2:04,562                                        | Natalia Marasanova · Olesia Romasenko · Rusia · 2:06,719                                                |

## Medallero
| Núm. | País            | Oro | Plata | Bronce | Total |
| ---- | --------------- | --- | ----- | ------ | ----- |
| 1    | Hungría         | 6   | 5     | 6      | 17    |
| 2    | Rusia           | 4   | 2     | 2      | 8     |
| 3    | Alemania        | 2   | 5     | 1      | 8     |
| 4    | República Checa | 2   | 1     | 1      | 4     |
| 5    | Nueva Zelanda   | 2   | 1     | 0      | 3     |
| 6    | Dinamarca       | 2   | 0     | 1      | 3     |
| 7    | Canadá          | 2   | 0     | 0      | 2     |
| 7    | Eslovaquia      | 2   | 0     | 0      | 2     |
| 9    | Polonia         | 1   | 2     | 1      | 4     |
| 10   | Serbia          | 1   | 1     | 3      | 5     |
| 11   | Australia       | 1   | 1     | 0      | 2     |
| 11   | Rumania         | 1   | 1     | 0      | 2     |
| 11   | Ucrania         | 1   | 1     | 0      | 2     |
| 14   | Brasil          | 1   | 0     | 2      | 3     |
| 14   | Reino Unido     | 1   | 0     | 2      | 3     |
| 16   | Bielorrusia     | 0   | 4     | 4      | 8     |
| 17   | Bulgaria        | 0   | 2     | 0      | 2     |
| 18   | Francia         | 0   | 1     | 2      | 3     |
| 19   | Portugal        | 0   | 1     | 0      | 1     |
| 19   | Suecia          | 0   | 1     | 0      | 1     |
| 21   | España          | 0   | 0     | 3      | 3     |
| 22   | Cuba            | 0   | 0     | 1      | 1     |
| 22   | Sudáfrica       | 0   | 0     | 1      | 1     |
|      | TOTAL           | 29  | 29    | 30     | 88    |